# Мельников, Владимир Фёдорович
Владимир Фёдорович Мельников (6 февраля 1905,  с. Зуево, Актюбинский уезд, Тургайская область, Российская империя — 7 января 1981, Москва, СССР) — советский хозяйственный, государственный и партийный деятель. Первый секретарь Кустанайского обкома КП(б) Казахстана (1941—1944). Доцент, кандидат экономических наук (1953).

## Биография
Родился 6 февраля 1905 в селе Зуево Актюбинского уезда Тургайской области Российской империи, в крестьянской семье (отец позднее работал железнодорожником).

### Образование
С 1923 по 1928 учился в Среднеазиатском государственном университете. По окончании получил специальность «агроном».
С 1930 по 1933 учился в аспирантуре Всесоюзной академии сельскохозяйственных наук.
С 1936 по 1938 учился в Аграрном институте красной профессуры.
В 1953 в Московской сельскохозяйственной академии имени К. А. Тимирязева защитил диссертацию на соискание учёной степени кандидата экономических наук. Тема диссертации: «Вопросы комплексной механизации и повышения производительности труда в колхозах орошаемого хлопководства».

### Трудовая деятельность
В 1923 вступил в комсомол. Член ВКП(б) с 1929.
С 1927 по 1930 — агроном-стажёр хлопкового совхоза, агроном-экономист Главного управления хлопковой промышленности Узбекской ССР, научный сотрудник Ташкентского НИИ хлопководства.
С 1933 по 1934 — начальник Зернового управления Народного комиссариата земледелия ЗСФСР.
С 1934 по 1935 — заместитель директора Тифлисского института экономических исследований.
С 1935 по 1936 — ответственный инструктор Закавказского краевого комитета ВКП(б).
С 19 июня 1938 по 28 января 1940 — второй секретарь Куйбышевского областного комитета ВКП(б).
С 1940 по 1941 — второй секретарь Алма-Атинского областного комитета КП(б) Казахстана.
По ноябрь 1941 — заведующий сельскохозяйственным отделом ЦК КП(б) Казахстана.
С ноября 1941 по июнь 1944 — первый секретарь Кустанайского областного комитета КП(б) Казахстана.
С 1944 по 1947 — первый секретарь Московского райкома города Ташкент КП(б) Узбекистана.
С 1947 по 1948 — первый заместитель председателя Ташкентского облисполкома и заведующий сельскохозяйственным отделом ЦК КП(б) Узбекистана.
С 1949 по 1952 — начальник Управления учебных заведений министерства сельского хозяйства СССР.
С 1952 по 1953 — заместитель начальника Главного управления сельскохозяйственной пропаганды министерства сельского хозяйства СССР.
С 1953 по 1956 — старший научный сотрудник Института механизации сельского хозяйства сельскохозяйственной академии имени К. А. Тимирязева.
С 1956 по 1961 — учёный секретарь Отделения экономики Всесоюзной академии сельскохозяйственных наук имени В. И. Ленина.
С 1961 по 1964 — консультант Академии наук Монголии.
С 1964 по 1981 — вновь учёный секретарь Отделения экономики и организации сельскохозяйственного производства Всесоюзной академии сельскохозяйственных наук имени В. И. Ленина.
Скончался 7 января 1981 в Москве.

## Награды
- Медаль «За доблестный труд в Великой Отечественной войне 1941—1945 гг.» (1946)